# Liste du patrimoine mondial à la Barbade
Cet article recense les sites inscrits au patrimoine mondial à la Barbade.

## Statistiques
La Barbade accepte la Convention pour la protection du patrimoine mondial, culturel et naturel le 9 avril 2002. Le premier site protégé est inscrit en 2011 lors de la 35e session du Comité du patrimoine mondial. Le pays compte un mandat à ce comité, de 2007 à 2011.
En 2020, la Barbade compte un seul site inscrit au patrimoine mondial, de type culturel.
Le pays a également soumis 2 sites à la liste indicative, l'un culturel, l'autre naturel.

## Listes

### Patrimoine mondial
Le site suivant est inscrit au patrimoine mondial.
| Id.  | Bien                                                | Paroisse      | Année | Superficie (ha) | Critères et notes | Coordonnées                  | Illus. |
| ---- | --------------------------------------------------- | ------------- | ----- | --------------- | --- | ---------------------------- | ------ |
| 1376 | Centre historique de Bridgetown et sa garnison (en) | Saint Michael | 2011  | 187             | Culturel, (ii), (iii), (iv) Le bien avait été soumis à la liste indicative le 18 janvier 2005 sous le nom « Bridgetown and its Garrison ». | 13° 05′ 49″ N, 59° 36′ 50″ O |        |

### Liste indicative
Les biens suivants sont inscrits sur la liste indicative du pays au début 2024. Les noms fournis par la Barbade sont en anglais : la traduction en français est donnée ici à titre indicatif.
| Id.  | Bien                                                                         | Paroisse(s)                           | Année | Critères et notes | Coordonnées | Illus. |
| ---- | ---------------------------------------------------------------------------- | ------------------------------------- | ----- | --- | --- | ------ |
| 1993 | Le district écossais de la Barbade                                           | Saint Andrew                          | 2005  | Naturel Inscrit sous le nom « The Scotland District of Barbados ». | 13° 12′ 36″ N, 59° 34′ 55″ O |        |
| 5942 | Le patrimoine industriel de la Barbade (en) : l'histoire du sucre et du rhum | Saint Andrew, Saint John, Saint Peter | 2014  | Culturel, (ii), (iii), (vi) Inscrit sous le nom The Industrial Heritage of Barbados: The Story of Sugar and Rum, le site comprend les lieux suivants : - plantation de St Nicholas Abbey (en) ; - moulin de Morgan Lewis ; - Codrington College (en) - cimetière d'esclaves de Newton (en) - Mount Gay Distilleries Cette proposition reprend une proposition similaire plus ancienne, inscrite en 2005 | 13° 16′ 37″ N, 59° 35′ 31″ O 13° 15′ 47″ N, 59° 34′ 30″ O 13° 10′ 30″ N, 59° 28′ 30″ O 13° 05′ 28″ N, 59° 32′ 10″ O 13° 17′ 28″ N, 59° 36′ 43″ O |        |